# Val Faller

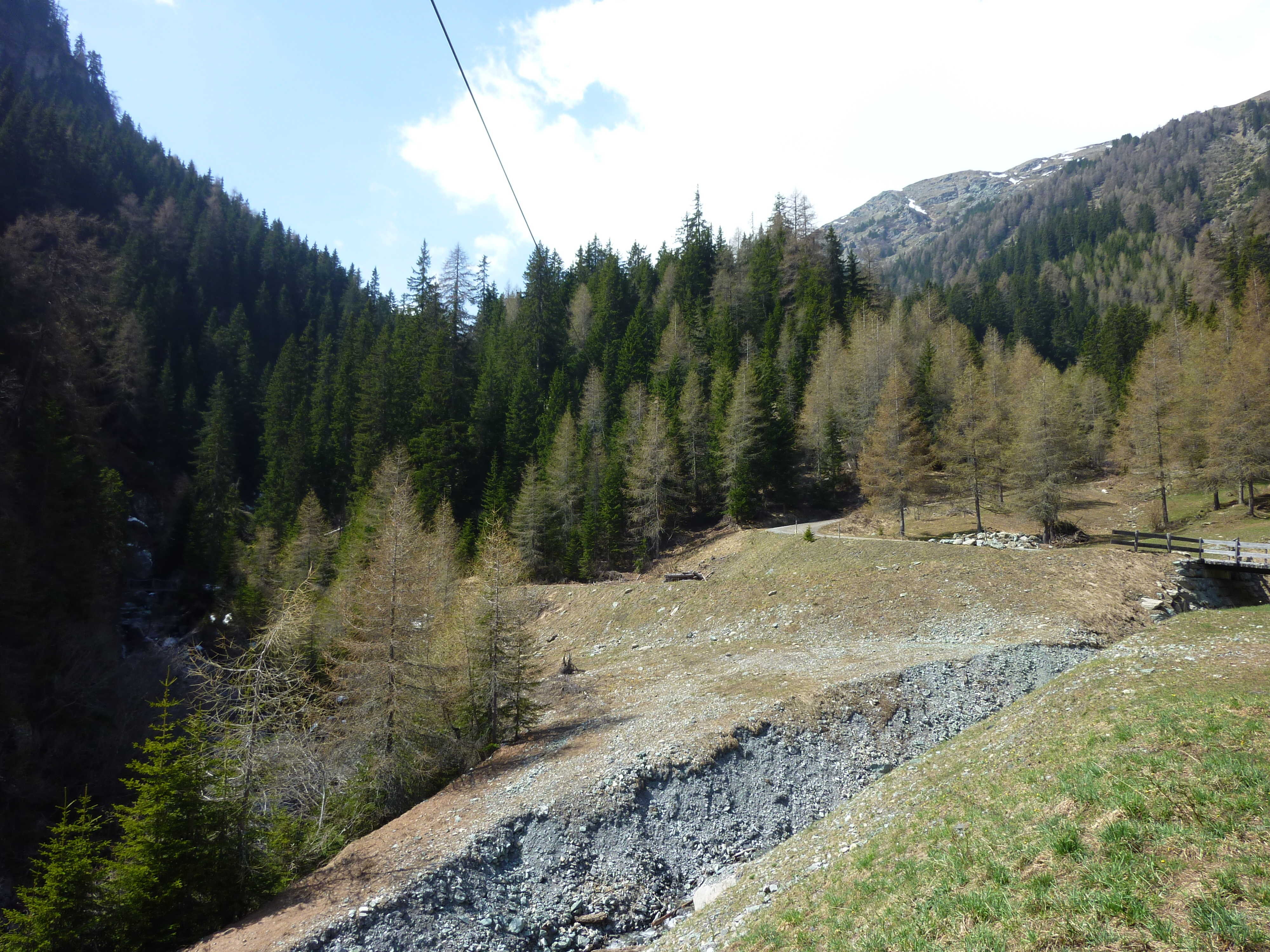
Eingang zum Val Faller

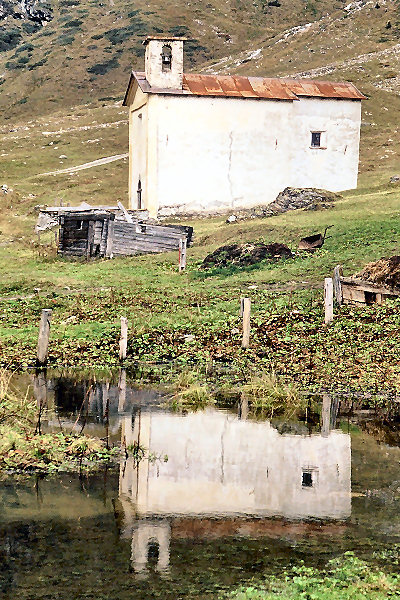
Kapelle des Heiligen Rochus in Tga

Das Val Faller ⓘ ist ein rund vier Kilometer langes linkes Seitental des Oberhalbstein im Schweizer Kanton Graubünden.
Das Val Faller, das bei Mulegns südwestlich vom Haupttal abzweigt, gehört heute zur Gemeinde Surses und besteht aus den drei Weilern Tga (rätoromanisch Tga ‚Haus‘) auf 1923 m ü. M., Plang (Ebene) auf 1950 m und Arnoz auf 2021 m ü. M. Val Faller wird heute von den Bauern in Mulegns als Alp genutzt. Die am Fusse des Piz Platta (3392 m ü. M.) liegende Hochebene ist etwa 1,2 km lang und ca. 500 Meter breit. Sie wird durchflossen vom Fallerbach (rätoromanisch Ragn da Faller), der sich in Mulegns in die Julia (rm: Gelgia) ergiesst. Oberhalb von Plang erstreckt sich in westlicher Richtung das Val Gronda und nach Süden das Val Bercla.
Im 13. Jahrhundert wanderten Averser Walser ins Oberhalbstein ein und besiedelten das Val Faller und die Alp Flix. Trotz der späteren Romanisierung behielt das Seitental des Oberhalbsteins seinen Walser Namen. Neben der Landwirtschaft wurde ein kleines Kupferbergwerk betrieben. In der Kapelle des Heiligen Rochus im Weiler Tga steht ein Altarbild aus dem Jahr 1760.
Die Alp im Val Faller ist Teil des Naturparks Parc Ela, der sieben Gemeinden auf 548 km² des Surses und des Albulatals umfasst.